# Колодезька сільська рада
Колодезька сільська рада (біл. Калодзескі сельсавет) — адміністративно-територіальна одиниця в складі Червенського району розташована в Мінській області Білорусі. Адміністративний центр — Колодежі.
Колодезька сільська рада розташована в центральній частині Білорусі, і в центрі Мінської області орієнтовне розташування — супутникові знимки [Архівовано 25 серпня 2011 у WebCite], на схід від районного центру — Червеня.
До складу сільради входять 38 населених пунктів:
Аннопілля • Борсуки • Буйне • Ведриця • Городище • Домовицьк • Заріччя • Калита • Карпилівка • Клейка • Колодежі • Комісарський Сад • Червона Зміна • Карабетівка • Кукушкіне • Луниця • Любишине • Ведмедня • Межниця • Межонка • Наталіївськ • Нова Нива • Новозер'я • Новий Дубок • Омело • Осинівка • Осове • Осовський Бір • Падар • Підсосне • Ратне • Репище • Слобідка • Старий Пруд • Федорівськ • Хутір • Шалаші • Юровичі.